# Наубахті
Наубахті — перський рід, заснований астрологом при багдадському халіфі аль-Мансурі, ан-Наубахтом. Члени династії були відомими вченими і державними діячами внесшими свою лепту у створення мусульманської цивілізації, зокрема в галузі точних наук, філософії і догматики.

## Історія
Спочатку ан-Наубахт був астрологом і перекладачем при дворі останніх омеядських халіфів. З твердженням аббасидської династії зблизився з халіфом аль-Мансуром і за свою вірність Аббасидам отримав від останнього в ленне володіння 2 тисячі джарібов землі в аль-Хувайзе. Його ім'я Наубахт («нове щастя»), ймовірно пов'язано з прийняттям ним ісламу. Під час правління халіфа аль-Мансура зросла його популярність і його вплив при дворі. У 762 році разом з халіфом і Машаллахом керував вимірами при підставі Багдада. Повідомляють, що саме Наубахт, будучи придворним астрологом, по положенню зірок і світил обчислив годину початку будівництва міста. Тоді ж Наубахт під дружнім тиском халіфа аль-Мансура прийняв іслам. Прожив більше ста років.
Після смерті Наубахта місце придворного астролога і перекладача зайняв його син Аль-Фадль ібн ан-Наубахт. Аль-Фадль був призначений халіфом в якості головного бібліотекаря Хізанат аль-Хикма («Казначейство знань»), який пізніше став відомий як Будинок Мудрості. Написав астрологічні трактати, і перевів грецькі книги по астрології. Переклав на арабську мову астрологічні манускрипти Тевкра вавилонянина і римлянина Ветта Валента, які були переведені на пехлеві. Пережив сім халіфів і помер в 818 при халіфа аль-Мамуні.
Онук ан-Наубахта аль-Хасан ібн Сахль ан-Наубахті (IX століття) був придворним астрологом халіфа аль-Васіка. Перекладав з перської на арабську мову. Автор книги Про анва («Фі-ль-АНВА»).
Абдуллах ан-Наубахті працював астрологом при дворі халіфа аль-Мамуна (813-833) і його наступників. Він був сином Сахль ан-Наубахті і братом аль-Хасана ібн Сахл.

### Список представників роду
- Наубахт (пом. 777) — перський астролог, засновник роду Наубахті.
- Аль-Фадль ібн ан-Наубахт (VIII століття) — астролог при дворі халіфа Харун-ар-Рашида.
- Аль-Хасан ібн Сахль ан-Наубахті (IX століття) — онук аль-Фадла ібн Наубахта, працював астрологом при дворі халіфа аль-Васіка.
- Абдуллах ібн Сахль ан-Наубахті (IX століття) — онук аль-Фадла ібн Наубахта, працював астрологом при дворі халіфа аль-Мамуна (813—833) і його наступників.
- Аль-Хасан ібн Муса ан-Наубахті (IX століття) — історик-ересіограф, ідеолог шиїтського руху кінця IX століття.
- Абу Ісхак Ібрахім ібн Ісхак ібн Фадль ан-Наубахті[ar] — шиїтський богослов.
- Хусейн ан-Наубахті[en] (пом. 938) — шиїтський богослов.